# Geschichte der militärischen Taktiken
Die Geschichte der militärischen Taktiken umfasst die Entwicklung der Führung von Streitkräften auf Verbandsebene im Gefecht von der Frühgeschichte bis zur Gegenwart. Die militärischen Taktiken wurden im Laufe der Geschichte von Erfahrungen der Vergangenheit, technologischen Entwicklungen und gesellschaftlichen Vorstellungen beeinflusst.

## Historische Einflussfaktoren auf militärische Taktiken
Technologisch gesehen wird die Geschichte der militärischen Taktiken durch fünf große Erfindungen bestimmt:
1. die Entdeckung und verfeinerte Verarbeitung des Eisens (siehe Metallurgie)
2. die Erfindung von Explosivstoffen
3. die Entwicklung des Verbrennungsmotors (Bodentruppen und Motorflugzeuge, Entwicklung von Luftstrahltriebwerken)
4. Entwicklungen in der Elektrotechnik, Integrierte Schaltungen (Kommunikation per Funk, später Radar, letztendlich durch die ICs auch teils autonome Verarbeitung von Daten in der Waffe selbst)
5. die Entwicklung der Atombombe.

Hinzu kommen unzählige kleine Neuerungen, die im Wesentlichen Weiterentwicklungen der fünf großen Erfindungen darstellen (zum Beispiel Pikeniere, Steigbügel, Langbogen, gepanzerte Kavallerie, Zündnadelgewehr, Maschinengewehr, Panzer, Flugzeuge, Satelliten).
Im Folgenden wird die historische Entwicklung für Europa und die angrenzenden Regionen chronologisch dargestellt. (In anderen Regionen der Erde ist die Entwicklung oft ähnlich, wenn auch zeitlich stark unterschiedlich verlaufen.)

## Altertum

### Griechische Phalanx
Vorherrschend war in der griechischen Antike die Taktik der Phalanx, einer aus schwerbewaffneten Hopliten gebildeten Schlachtreihe. Der Hoplit kämpfte mit einem schweren bronzebeschlagenen Rundschild und einem Stoßspeer als Hauptwaffe. Abhängig vom Wohlstand der Milizsoldaten kamen dazu Brustpanzer (aus Bronze oder Leinen), Vollhelm und Beinschienen. Der in der linken Hand getragene Schild deckte den Körper von Hals bis Knie, ließ aber die rechte Körperseite mehr oder weniger ungeschützt. Diese wurde durch den überlappenden Schild des rechten Nebenmanns in der Phalanx gedeckt. Daraus ergab sich die Notwendigkeit zu einer dicht geschlossenen Schlachtordnung.
Die Phalangen wurden 8–12 Mann tief aufgestellt, die bestgerüsteten Hopliten in den ersten Reihen. Die gegnerischen Schlachtreihen marschierten aufeinander los, und nachdem die letzten Meter im Trab zurückgelegt wurden, trafen die Reihen mit lautem Krachen aufeinander. Nur die ersten Reihen konnten im entstehenden Gedränge noch von ihren Speeren Gebrauch machen und versuchten, den ungeschützten Hals oder die Leiste ihrer Gegner zu treffen. Die hinteren Ränge schoben mit ihren Schilden, um Druck auf die gegnerische Phalanx auszuüben und sie in Unordnung zu bringen. War eine Phalanx erst durchbrochen, half in der Regel nur mehr die Flucht.
Da fast alle griechischen Stadtstaaten ihre besten Kämpfer auf der Ehrenposition am rechten Flügel der Phalanx positionierten und diese somit den schwächeren Einheiten auf der gegnerischen Linken gegenüberstanden, kam es in vielen Schlachten zu einer Rotation gegen den Uhrzeigersinn und einer ‚Überflügelung‘ auf der jeweils rechten Seite. Verstärkt wurde dieser Effekt noch dadurch, dass alle Hopliten nach rechts in den Schutz der Schilde ihrer Nachbarn drängten. (Die Taktik der schiefen Schlachtordnung machte sich diese Tatsache zunutze: Im 4. Jahrhundert v. Chr. gelang es Theben in den Schlachten von Leuktra und Mantineia, die als unschlagbar geltenden Spartaner zu besiegen, indem die linke Seite massiv verstärkt wurde, und als diese die besten Kämpfer der spartanischen Rechten werfen konnte, brach die spartanische Phalanx zusammen.)
Die Anführer kämpften im Allgemeinen in der ersten Reihe, um durch ihr Vorbild zu wirken – nach Schlachtbeginn waren taktische Änderungen im Lärm und Chaos ohnehin nicht mehr umzusetzen. Wer sich keine Hoplitenausrüstung leisten konnte, kämpfte als ‚Plänkler‘ mit leichten Waffen wie Schleudern, Wurfspeeren oder Keulen. Schlachtentscheidende Rolle kam diesen Truppenteilen aber selten zu.
Entscheidend weiterentwickelt wurden die Phalanx-Taktik von den Makedonen unter ihrem König Philipp II., vermutlich nach thebanischem Vorbild. Die Hopliten wurden mit einer Sarissa bewaffnet, einer bis über 6 Meter langen Lanze. Die auf 16 Ränge vertiefte Phalanx wurde in taktische Körper von 256 Mann aufgeteilt, wodurch die Schlachtordnung flexibler wurde. Durch die enorme Länge der Waffe konnten sogar noch die Kämpfer der fünften Reihe der Phalanx ihre Waffe gegen die Feinde richten – von vorne gesehen bildete die makedonische Phalanx einen furchterregenden Stachelwall. Da die um die 8 Kilogramm schwere Sarissa beidhändig geführt werden musste, konnten die Hopliten aber keine Schilde in Händen halten. (Ein kleinerer Schild war an der Schulter befestigt.) Das machte sie verwundbar, wenn es dem Feind erst einmal gelungen war, die Frontlinie zu durchbrechen oder von den Flanken anzugreifen. Gegen die flexibel agierenden römischen Legionen waren sie daher meist unterlegen, z. B. in den Schlachten bei Kynoskephalai, Magnesia und Pydna.

### Römische Legion
In der römischen Frühzeit (6. Jhd. v. Chr.) gab es wenige Unterschiede zwischen der Kampfweise der Römer und Griechen – das Volksaufgebot (legio) kämpfte in einer Phalanx, die Bestgerüsteten in den ersten Gliedern, weniger Wohlhabende in den hinteren Reihen, die Ärmsten als leichtgerüstete Fernkämpfer mit Schleuder oder Wurfspeer. Eine erste Neuerung bestand in der Einführung des ovalen Schildes (scutum), das fast den gesamten Körper deckte, anstatt des Rundschilds für die Kämpfer ohne teure Vollrüstung. In dieser Zeit entstanden auch die Zenturien als erste organisatorische Untereinheiten der Legion.
In den Jahren der frühen Republik, während Rom fast ununterbrochen Kriege gegen seine Nachbarn führte, entstand die Manipulartaktik: Eine Legion (zunächst wurden zwei ausgehoben, jede unter dem Kommando eines der Konsuln) teilte sich in drei ‚Treffen‘, d. h. drei aufeinanderfolgende Schlachtreihen (triplex acies) – in der ersten Reihe die jüngsten (hastati), in der zweiten Reihe erfahrene Kämpfer (principes), in der dritten als Reserve die ‚Veteranen‘ (triarii). Jede dieser Schlachtreihen war wiederum in zehn ‚Manipel‘ geteilt, jedes bestehend aus zwei Zenturien mit rund 80 Mann. Unter dem Kommando der beiden Zenturionen konnten die Manipel als voneinander unabhängige taktische Einheiten agieren und etwa auf Umfassungen der Schlachtreihe oder Durchbrüche des Gegners flexibel reagieren. In der Grundaufstellung der Legion blieben Lücken zwischen den Manipeln. Durch diese konnten sich etwa die leichten Truppen (velites) zurückziehen, nachdem sie den Feind mit ihren Wurfsperren und Schleudern traktiert hatten. Die hintere der beiden Zenturien eines jeden Manipels marschierte danach in die Lücke und schloss die Schlachtreihe. Genauso konnte sich das erste Treffen hinter das zweite zurückziehen und neu formieren, während dessen frische Truppen den Kampf weiterführten. Die von den wohlhabendsten Bevölkerungsteilen gestellte Reiterei (equites) hatte wie die leichte Infanterie in erster Linie Unterstützungsaufgaben zu erfüllen.
Ausgerüstet waren die Legionäre der ersten beiden Treffen nun mit Scutum, Wurfspeeren (pila) und dem Breitschwert (gladius) als Hauptwaffe. Beim Angriff wurden zuerst die Speere geworfen, deren lange und dünne Spitzen sich beim Aufprall verbogen und daher nicht zurückgeworfen werden konnten. Die mit Widerhaken versehenen Spitzen blieben oft in den gegnerischen Schilden stecken und machten diese unbrauchbar. Im Nahkampf duckte der Legionär sich hinter seinen Schild und stach mit dem Schwert dahinter hervor.
Ein weiterer Vorteil der Manipeltaktik war neben der taktischen Flexibilität ein psychologischer: Der Kampf Mann gegen Mann auf engstem Raum war nicht nur physisch, sondern auch psychisch erschöpfend. Während in der Phalanx jeder Kämpfer auch in den hinteren Rängen unmittelbar am Kampfgeschehen beteiligt, der Verletzungsgefahr zumindest durch Wurfgeschosse ausgesetzt und Rückzug gleichbedeutend mit einer Niederlage war, konnten sich die Legionäre der einzelnen Treffen nacheinander in die Schlacht werfen und daraus oft auch wieder heil zurückziehen. Umgekehrt muss es für die Gegner frustrierend gewesen sein, wenn sie, kaum dass sie eine Schlachtreihe zum Rückzug gezwungen hatten, einer neuen ‚Wand‘ aus Legionären gegenüberstanden. Nicht umsonst lautete eine lateinische Phrase, die auch im Alltagsgebrauch zur Umschreibung einer verzweifelten Situation verwendet wurde: „inde rem ad triarios redisse“ (etwa: „nun ist es an den Triariern, also dem dritten Treffen, zu kämpfen“).
Im dritten Jahrhundert vor Christus wurden die Kohorte als neue und bis in die Kaiserzeit bestimmende taktische Untergliederung einer Legion eingeführt: Je ein Manipel des ersten, zweiten und dritten Treffens wurden zu einer Kohorte zusammengefasst, eine Legion bestand also aus zehn Kohorten zu knapp 500 Mann. Kohorten wurden auch unabhängig in Situationen eingesetzt, die nicht die Anwesenheit einer ganzen Legion erforderten. Allerdings gab es keinen Kohortenkommandanten – die Befehlsgewalt blieb bei den Zenturionen der einzelnen Zenturien (wohl weil das im Schlachtgetümmel die größte Anzahl an Männern darstellte, die von einem einzelnen effektiv geführt werden konnte).
In geschlossener Schlachtreihe wurde nur mehr selten gekämpft. Die Manipel bildeten jedes für sich eine starke Verteidigungsposition (z. B. bei Beschuss in der ‚Schildkrötenformation‘ testudo), Feinde, die in die Intervalle zwischen den Manipeln eindrangen, sahen sich Angriffen von drei Seiten ausgesetzt (von den beiden benachbarten Manipeln und dem hinter der Lücke aufgestelltem Manipel des zweiten Treffens). Auch die leichte Infanterie und die Kavallerie konnten immer wieder vorstoßen, und es war möglich, Verstärkungen an die Frontlinie zu bringen und erschöpfte Einheiten zurückzuziehen.

### Antike Kavallerie
Die in der antiken Welt eingesetzten Kavalleriegattungen bildeten ein breites Spektrum: von der leichten, vorwiegend als Plänkler und Fernkämpfer eingesetzten Reiterei bis zur schweren ‚Sturmkavallerie‘ (engl. ‚shock cavalry‘), die versuchte, die gegnerischen Reihen im Nahkampf zu schlagen.
Zur ersten Kategorie gehörten die numidischen oder maurischen Reitertruppen Nordafrikas, die Parther und Skythen des Nahen Ostens, später auch die Hunnen sowie weitere asiatische Steppenvölker. Diese vertrauten im Kampf auf die Geschwindigkeit und Wendigkeit ihrer Pferde und versuchten, dem Nahkampf aus dem Weg zu gehen. Stattdessen versuchten sie, den Gegner mit ihren Wurfgeschossen und Pfeilen zu zermürben und letztlich in die Flucht zu schlagen. Erwähnenswert ist in diesem Zusammenhang das sogenannte Parthische Manöver (oft auch als Partherschuss bezeichnet). Dies ist eine Bogenschusstechnik, bei der der reitende Bogenschütze in vollem Galopp nach hinten schießt. Auf geeignetem Terrain schuf dieses Manöver einen taktischen Vorteil und ermöglichte großen Armeen mit berittenen Bogenschützen jederzeit, im Angriff gegen weniger mobile Truppen, wie zum Beispiel die Legionen Roms, die gewünschte Distanz zu wahren und die Initiative im Gefecht zu behalten. Das Manöver erforderte außergewöhnliches reiterisches Geschick und Körperbeherrschung, da die Hände für den Bogenschuss frei bleiben mussten und das Pferd nur durch Druck aus den Schenkeln zu lenken war. Nach Erfindung des Steigbügels wurde die Technik vervollkommnet. Beschrieben wird dieses Vorgehen beispielsweise in Plutarchs Bericht über die Niederlage des Marcus Licinius Crassus gegen die Parther in der Schlacht bei Carrhae.
Am anderen Ende des Spektrums antiker Kavallerie stand die schwere gepanzerte ‚Sturmkavallerie‘, die, oft mit Schwert und Stoßlanze bewaffnet, den Nahkampf suchte. Da auch trainierte Pferde (anders als in Filmen vielfach dargestellt) nicht dazu gebracht werden können, in dicht geschlossene Infanterielinien einzudringen, versuchte man, durch den Ansturm einer massierten Kavallerieeinheit Panik in den Reihen der Gegner auszulösen, sodass diese flüchten oder zumindest die Reihen aufbrechen würden. In die entstandenen Lücken konnte man eindringen und die Gegner aus der vorteilhaft erhöhten Position niederhauen. Bekanntestes antikes Beispiel ist die Hetairenreiterei der Makedonen. Unter der persönlichen Führung Philipps II. und seines Sohnes Alexander dem Großen konnte sie oft Schlachten entscheiden. Während die Phalangen aufeinanderprallten, schlug die makedonische Kavallerie die gegnerische Reiterei aus dem Feld. Unter dem Befehl ihres Generals konnte sie dann kehrtmachen und die feindliche Schlachtreihe im Rücken oder an den Flanken angreifen, was deren sichere Niederlage bedeutete (z. B. in der Schlacht bei Issos und der Schlacht von Gaugamela).
Selbst im römischen Heer, das mit seinen aus schwerer Infanterie bestehenden Legionen das Heerwesen der antiken Welt geprägt hatte, verlagerte sich der Schwerpunkt im 3. und 4. Jahrhundert immer mehr zur Kavallerie hin, um den berittenen Gegnern (wie den persischen Sassaniden, Goten und Hunnen) und der riesigen Größe des Imperiums gewachsen zu sein. Während die Reiterei anfangs durch die Hilfstruppen der unterworfenen Völker gestellt wurde, bestand gegen Ende der Epoche das Gros des Feldheeres aus berittenen Einheiten, wobei die Bandbreite von berittenen Speerwerfern und Bogenschützen über Lanzenreiter (lancearii) bis zu den schwergerüsteten Kataphrakten (catafractarii) reichte.

## Mittelalter
Grundsätzlich wurden im Mittelalter die römischen Taktiken fortgeführt. Steigende, mit der Zeit entscheidende Bedeutung erlangte dabei der Einsatz gepanzerter Ritter. Die Ritter wurden zu autarken, im direkten Kampf der Infanterie haushoch überlegenen Berufskriegern mit zentraler gesellschaftlicher Bedeutung und polizeilicher Befugnis. Eine Veränderung im hohen und späten Mittelalter ist allerdings in der breiten Einführung von spezialisierten Fernkampfeinheiten (Langbogen- und Armbrustschützen) zu sehen. Die Zunahme der Bedrohung „aus der Luft“ konnte die Entscheidung in einer Schlacht maßgeblich (zum Beispiel in der Schlacht von Azincourt) verändern. Hierdurch gewannen Heeresaufstellung und -einsatz an Bedeutung.
Eine weitere Neuerung brachten die Hussiten, die im 15. Jahrhundert weite Teile Mitteleuropas durchzogen und erstmals Artillerie in nennenswertem Umfang in offener Feldschlacht verwendeten. Die Hussiten bildeten aus mitgeführten, mit Schießscharten versehenen und mit Geschützen bestückten Wagen eine Wagenburg, die kein Ritteraufgebot der Zeit aufbrechen konnte. Trotzdem setzte sich diese Taktik nicht langfristig durch. Das aufkommende Söldnerwesen ermöglichte die Aushebung immer größerer Heere, deren Schwerpunkt zunehmend auf der Infanterie lag. Mit dem Ende des Mittelalters verlor die Reiterei ihre entscheidende Bedeutung, sie konnte zwar immer noch Schlachten entscheiden, der Schwerpunkt lag aber auf der Infanterie.
Von erdrückender Überlegenheit, von Europa bis in den Fernen Osten, erwies sich im Mittelalter die mongolische Kriegführung, deren organisatorische Voraussetzungen von Dschingis Khan um 1190 geschaffen wurden. Mit der Vereinigung der Stämme durch Dschingis Khan entstand nach heftigen Kämpfen gegen die Vertreter der Adelsschicht ein straff zentralisierter Staat. Als oberstes Kriegsziel wurde der vollständige Sieg über den Feind angestrebt. Die Heeresreform gliederte die mongolische Armee in Zehner-, Hundert-, Tausend- und Zehntausendschaften. Das Gros der mongolischen Armee bestand zunächst fast durchwegs aus leichter Kavallerie. Die meisten Krieger waren Bogenschützen mit zwei oder mehr Bögen zu Pferde. Sie sorgten für einen dichten Pfeilhagel, entweder im Angriff oder auch auf einer (häufig vorgetäuschten) Flucht. Die Mongolen bedienten sich eines entwickelten Systems von Horn- und Flaggensignalen, die vom Heerführer gegeben wurden, woraufhin sie ihre Truppen auf bestimmte Positionen des Kriegsschauplatzes verschoben bzw. zum Angriff, Rückzug oder in bestimmte Formationen übergingen. Die mongolische Rüstung unterschied sich wesentlich von der europäischen. Im Gegensatz zu europäischen Rittern, die Plattenpanzer (Helm, Kettenhemd und Metallteile, die Blick und Bewegung einschränkten) verwendeten, hüllten die Mongolen sich in Seidentücher, das heißt Stepppanzer aus vielen Lagen Rohseide und in eisenverstärkte, aus Ringen zusammengesetzte Lederpanzer, die ihnen große Bewegungsfreiheit, Ausblick, Ausdauer und Widerstandsfähigkeit gegen Waffen verschafften.

## Renaissance
Die Renaissance brachte große Veränderungen in der Kriegsführung. Durch das Söldnerwesen zur Verfügung stehende größere Heere, der Einsatz der Pike und die aufkommenden Handfeuerwaffen auf der einen Seite, das Studium antiker Militärschriftsteller und die Entwicklung neuer taktischer Handbücher auf der anderen bedeuteten eine Zäsur zum Mittelalter, die viel weiter reichte als die bloße Ablösung des Ritters durch Fußknechte.
Frankreich und Burgund hatten die Lehren aus dem Hundertjährigen Krieg umgesetzt und mit den Ordonnanzkompanien stehende Heere geschaffen, in denen Schützen, Fußknechte, Panzerreiter und Artillerie in organisierten Einheiten zur Verfügung standen. Diese hochmodernen Heere wurden aber in den Schatten gestellt durch die sich von Bauernrebellen zu professionellen Söldnern entwickelnden Schweizer Heerhaufen.
Anfangs vor allem mit Hellebarden und ähnlichen Stangenwaffen ausgerüstet, trat bei den Schweizern zunehmend der Langspieß oder Pike in den Vordergrund. Obwohl Schweizer Heere nicht nur aus Bauern oder Bürgern bestanden, sondern auch den ortsansässigen Landadel einschlossen, verwendeten sie kaum Reiterei. Sie fassten ihre Pikeniere in große Gevierte zusammen, sogenannte Gevierthaufen. In der Schlacht traten sie normalerweise in drei mehrere tausend Mann umfassenden Haufen an (Vorhut, Gewalthaufen und Nachhut), die gestaffelt vorgingen. Vor allem in den Burgunderkriegen führten die Schweizer erstaunlich bewegliche Gefechte und reagierten auf sich bietende Gelegenheiten schnell und effektiv.
Um 1500 beherrschten Schweizer Söldnerheere, so genannte Reisläufer, Europas Schlachtfelder. Wer dagegenhalten wollte, stellte eigene Pikeniere auf. Diese Landsknechte kamen zunächst vor allem aus Schwaben und Norddeutschland und imitierten die Schweizer Taktiken nach anfänglichen Rückschlägen so gut, dass sie ihre Lehrmeister schließlich schlagen konnten. Taktische Innovationen brachten aber nicht so sehr die Landsknechtheere Kaiser Karls V., sondern vielmehr seine spanischen Generäle. Die Spanier erkannten in den italienischen Kriegen den Wert der neu aufkommenden Handfeuerwaffen, die sie zur Unterstützung der Pikeniere einsetzten. Sie stellten ihre Truppen im Tercio auf, dabei wurde ein großer Block Pikeniere an den vier Ecken von kleineren Gruppen Schützen flankiert. Spanische Tercios wurden die nächsten 100 Jahre erfolgreich in die Schlacht geführt, zuletzt schlugen sie 1634 in der Schlacht bei Nördlingen das eigentlich moderner organisierte schwedisch-protestantische Aufgebot.
Die Hauptlast der Schlacht trugen zunächst die Pikeniere, während die Schützen nur unterstützend Feuer gaben. Dies blieb bis zum Beginn des Dreißigjährigen Krieges so, obwohl Feldherren wie Moritz von Oranien von den tief gestaffelten Tercios zur flacheren, aber auch breiteren niederländischen Ordnung übergingen (Treffentaktik), die dann von Gustav Adolf von Schweden weiter perfektioniert wurde. Im Laufe des Dreißigjährigen Krieges drehte sich, auch begünstigt durch die zunehmend leichter werdenden Musketen, das Verhältnis von Schützen und Pikenieren, bis die Pikeniere nur noch zur Abwehr von Reiterangriffen den Schützen Rückhalt geben sollten.
Wurden zu Beginn der Renaissance noch Ritteraufgebote eingesetzt, setzte sich seit dem Schmalkaldischen Krieg der leichtere Söldnerreiter durch. Dieser war mit mehreren Radschlosspistolen ausgerüstet, die er auf kurze Distanz auf den Feind abfeuerte, bevor er sich zum Nachladen zurückzog („karakollieren“). Diese deutsche Reiter genannten Söldner griffen in komplizierten Formationen an, um den Gegner möglichst gleichmäßig unter Beschuss zu nehmen. Gustav Adolf setzte als erster wieder Schockreiterei ein, und im Laufe des 17. Jahrhunderts stieg die Bedeutung der Kavallerie wieder an, insbesondere in den Türkenkriegen. Das dem Karakollieren der Kavallerie entsprechende Verfahren der Infanterie wurde als Enfilade bezeichnet.

## 18. Jahrhundert

### Feldartillerie
Die Artillerie, die zuvor vorwiegend als Belagerungswaffe zum Einsatz gekommen war, wurde seit dem 16. Jahrhundert, vor allem aber seit dem Dreißigjährigen Krieg, vermehrt auch als Unterstützungswaffe in der Feldschlacht eingesetzt. Ausschlaggebend dafür waren die zunehmende Standardisierung der Geschützrohre, wodurch größere Produktionszahlen, eine erhöhte Treffsicherheit und eine erleichterte Munitionsversorgung gewährleistet wurden, und die Verwendung von Geschützlafetten, die den Transport und die Verlegung der Geschütze am Schlachtfeld erleichterten. (So stieg etwa die Zahl der Geschütze im Arsenal der französischen Armee vom Beginn des Spanischen Erbfolgekrieges 1701 bis zum Vorabend der Französischen Revolution 1789 von 4.740 auf fast 20.000 an.) Erst die erhöhte Mobilität ermöglichte die Unterstützung der Infanterie auch auf kurze Distanz, wobei statt Massivkugeln Kartätschen zum Einsatz kamen.

### Infanterie
Schlachtentscheidende Truppengattung blieb aber die Infanterie. Die Erfindung des Bajonetts Ende des 17. Jahrhunderts machte Pikeniere überflüssig – durch ‚Aufpflanzen‘ der Klinge in oder später auf die Laufmündung waren Musketiere in der Lage, sich selbst gegen Kavallerieangriffe zu verteidigen. Das ermöglichte die Entwicklung der Lineartaktik: Die Gevierthaufen wurden aufgelöst, die Schützen in langen Linien mit drei bis vier Gliedern angeordnet, um möglichst viele Musketen gleichzeitig gegen den Feind zum Einsatz zu bringen. Hatte das erste Glied seine Salve abgefeuert, trat es zurück, um zu laden und dem zweiten Glied Raum zu geben. Nach der Feuern des letzten Gliedes war der Ladevorgang des ersten Gliedes beendet, und die Gliederrotation begann von neuem. Später wurde die Anzahl der Glieder auf drei und letztlich auf zwei reduziert – das erste kniete beim Feuern, das zweite stand dahinter und feuerte gleichzeitig durch die Lücken des ersten, das dritte Glied (wenn vorhanden) blieb als Reserve ein paar Schritt zurück.
Der Effekt des Salvenfeuers war nicht nur ein physischer, sondern auch ein psychischer. Möglichst viele Schüsse sollten in möglichst kurzer Zeit möglichst gleichzeitig in die dichtgeschlossenen Linien des Gegners einschlagen – die fürchterlichen Verletzungen durch die großkalibrigen Geschosse, der Mangel an Deckung und die schlechte Moral der oft zum Dienst gepressten Soldaten taten dann das übrige. Daher legte man in der Soldatenausbildung (in dieser Zeit führten viele Länder Exerzierreglements ein) Wert auf exakte und schnelle Abfolge der Lade- und Schusshandgriffe, gezieltes Schießen war teilweise sogar explizit verboten. (Die glatten Läufe der zeitgenössischen Waffen und die in Pulverdampf gehüllten Schlachtfelder machten dies ohnehin wenig sinnvoll.) War der Gegner entscheidend geschwächt, ging die Linie zum Bajonettangriff über. Im Normalfall kam es gar nicht zum Nahkampf, da der psychologische Effekt des Sturmangriffs reichte, um die angeschlagenen Verteidiger in die Flucht zu schlagen.
Während die langgezogenen Schlachtreihen die Feuerkraft der Infanterie beträchtlich erhöhten und diese unempfindlicher gegen das Artilleriefeuer machten, waren sie schwer zu manövrieren und schutzlos gegenüber flankierenden Kavallerieangriffen. Daher war ein wichtiger Teil jeder Exerzierausbildung der Wechsel von der Linie zur Marschkolonne und zum Karree und wieder zurück. Das Karree war eine rechteckige Formation, in der die Soldaten mit nach außen weisenden Bajonetten Aufstellung nahmen, und stand damit in der Tradition der Gevierthaufen. Die Außenglieder knieten nieder, sodass auch die hinteren Glieder ihre Bajonette zum Einsatz bringen konnten. Für Kavallerie war das ‚Aufbrechen‘ eines disziplinierten Karrees unmöglich (auch gut trainierte Kavalleriepferde konnten kaum dazu gebracht werden, in den ‚Stachelwall‘ aus Bajonetten zu galoppieren), und die Feuerkraft der Handfeuerwaffen der Reiter blieb im Vergleich zur Feuerkraft der Infanteristen bedeutungslos. Angriffsziel war daher immer eine der ‚Ecken‘ des Karrees. Andererseits machte die Karreeformation aber anfällig gegen Artilleriebeschuss, da die massiven Kanonenkugeln gleich mehrere hintereinanderstehende Soldaten verstümmeln oder töten konnten. Umso wichtiger war daher die im endlosen Exerzierdrill erlangte Fähigkeit, auch unter Feuer die Formationen zu ändern.

### Kavallerie
Da Kavallerieangriffe vor allem bei Überraschung des Gegners erfolgversprechend waren, wurde der militärische Mehrwert schwerer Kavallerie (wie die Kürassiere) im Vergleich zu ihren höheren Kosten immer geringer. Truppengattungen der leichten Reiterei (wie die Chevaulegers, die Husaren oder die Dragoner) wurden in allen europäischen Armeen vermehrt eingesetzt.

## 19. Jahrhundert

### Leichte Infanterie
Ende des 18. Jahrhunderts wurden zunehmend auch reguläre Truppenteile mit Gewehren mit gezogenem Lauf ausgerüstet, die bislang vorwiegend von irregulären Truppen aus der Jäger- und Bürgerschaft eingesetzt wurden, die ihre eigenen Jagd- und Schützenbüchsen mitbrachten. Diese Truppen der leichten Infanterie (Jäger, Schützen, Füsiliere oder Tirailleure genannt) wurden vor der Linieninfanterie in loser Schlachtordnung eingesetzt und hatten primär die Aufgabe, den eigenen Vormarsch zu decken und den Vormarsch des Gegners zu stören. Ihre weitreichenden und zielgenauen, aber mühseliger zu ladenden Waffen erlaubten ihnen auch das gezielte Ausschalten der gegnerischen Artilleristen und der (damals fast immer adeligen) Offiziere. Diese nach den Ehrbegriffen vor allem der Aufklärung unerhörte Taktik wurde vor allem durch den Einsatz von Scharfschützen in den amerikanischen und französischen Revolutionstruppen forciert, in denen auf Adelsprivilegien und Standesdünkel weniger Rücksicht genommen wurde. Kavallerieattacken hatte die leichte Infanterie aber wenig entgegenzusetzen – in diesem Fall blieb nur der Rückzug auf die eigenen Linien.

### Kolonnentaktik
Ebenfalls in den französischen Revolutionsheeren entwickelt wurde die Kolonnentaktik, die es den anfangs relativ schlecht ausgebildeten Truppen erlaubte, leichter an den Feind heranzumarschieren: Anstatt in einer langgezogenen Linie marschierte man in dichtgestaffelten Kolonnen, und erst vor den feindlichen Linien wurde eine Schützenlinie gebildet. Dem Vorteil, auch durch raues Gelände leichter manövrieren zu können, stand allerdings der Nachteil hoher Verluste bei Artilleriebeschuss und die Schwierigkeit gegenüber, unter Beschuss die Kolonne zur Linie „zu entwickeln“, um ebenfalls die volle Feuerkraft der eigenen Truppen zum Einsatz bringen zu können.

### Schnellfeuerwaffen
Ab der Mitte des Jahrhunderts wurde die Waffentechnik bedeutend weiterentwickelt. Gewehre mit gezogenem Lauf wurden an immer größere Truppenteile verteilt, die Einführung von Hinterladern mit Metallpatronen und später Magazinen erhöhten die Feuerkraft der Infanterie, hinzu kam die Einführung des rauchschwachen Pulvers, das das bisher verwendete Schwarzpulver ablöste. Außerdem wurden die ersten Maschinengewehre entwickelt. Auch bei der Artillerie wurden Reichweite und Feuergeschwindigkeit durch gezogene Rohre, Hinterlader und den Rohrrücklauf gesteigert. Sprenggeschosse ersetzten die bisherigen Vollkugeln und Kartätschen und steigerten so die Zielwirkung.
Dadurch konnten Truppenteile nicht mehr geschlossen auf dem Gefechtsfeld operieren. Auch die Tarnung wurde auf einmal wichtig. Die bisherigen Kolonnen wurden zu Gunsten von Schwarmlinien aufgegeben. Aus der erheblich größeren Ausdehnung der einzelnen Truppenteile und dem Mangel an geeigneten beweglichen Fernmeldemitteln ergab sich ein Führungsproblem. Damit kam den einzelnen Unterführern erheblich mehr Verantwortung zu.

## Erster Weltkrieg
Im Ersten Weltkrieg kam es zu weiteren technischen Fortschritten. Zu Beginn des Krieges erzwang die gesteigerte Waffenwirkung eine vermehrte Deckung der Truppen. An der Westfront wurde von der Schweiz bis zur Nordsee ein durchgehendes Grabensystem geschaffen, das eine Anpassung an bisher für die Kriegführung ungeeignete Geländeformen erforderlich machte. So kam es zur Gründung von Gebirgstruppen. Die ausgebauten Stellungen erforderten mehr Artillerieeinsatz. Versuche, die gegnerischen Truppen durch massives Feuer zu vernichten und die Reste mit einem klassischen Frontalangriff zu werfen, erwiesen sich als unzureichend. Die deutsche Taktik bestand darin, die geschlossene Frontlinie auf einzelne Widerstandsnester aufzuteilen und außerhalb der Reichweite der gegnerischen Artillerie starke Reserven zu belassen, die bei einem gegnerischen Angriff zur Bereinigung von Einbrüchen eingesetzt wurden. Auch im Angriff wurde durch die Bildung von Sturmtruppen, kleineren, autarken Einheiten, neue Wege beschritten. Diese Einheiten suchten Schwachstellen der gegnerischen Front, umgingen Widerstandsnester und vertieften die Angriffswirkung. Diese Taktik erwies sich zunächst als erfolgreich, allerdings blieb die anfangs erfolgreiche Frühjahrsoffensive 1918 auf Grund von unzureichenden Reserven und Nachschubmangel liegen.
Die Entente entwickelte gepanzerte Fahrzeuge, die zumindest vor Infanteriewaffen Schutz boten. In der Begleitung von Infanterie wurden einzelne Panzer durch Feldartillerie bei einem Durchbruch meist ausgeschaltet. Der Einsatz in geschlossenen Verbänden zeigte hingegen beträchtliche Erfolge, so zum Beispiel einen Durchbruch durch die deutsche Front am 8. August 1918 bei Amiens.

## Zweiter Weltkrieg
Im Zweiten Weltkrieg konnten beide Kriegsseiten auf eine starke Luftstreitmacht zurückgreifen. In den Feldzügen ging es darum, möglichst schnell ein großes Gebiet einzunehmen, so dass Panzer, Panzerwagen und andere Armeefahrzeuge weitgehend in die Kriegsführung einkalkuliert wurden. Mit diesen Maschinen und Maschinengewehren wurde die Führung extrem schneller Schlachten möglich (auf deutscher Seite war jeder einzelne Panzer mit Bordfunk und einem eigenen Funker versehen), was allerdings auch schnell zu vielen Toten führte. Lange Feldzüge mit dieser Kriegstechnik kamen bei heftigem Widerstand in Städten ins Stocken, als zum Beispiel in der Schlacht von Stalingrad eine halbe Million Soldaten starben und durch die Luftwaffe und die Panzer die gesamte Stadt dem Erdboden gleichgemacht wurde. Die Geschwindigkeit des eigenen Angriffs und die immer länger werdenden Versorgungswege erschwerten die Versorgung mit Nachschub.
Vereinzelt gab es jedoch immer noch einfache Sturmangriffe mit reiner Infanterie, wie zum Beispiel am D-Day oder bei den Landungen auf etlichen japanisch besetzten Inseln im Pazifik. Allzu oft waren diese Angriffe jedoch mit höchsten Verlusten durch Maschinenwaffen und Mörser verbunden. Erstmals wurden Fallschirmjäger eingesetzt, um die gegnerische Front aus dem Hinterland entscheidend zu schwächen. Diese Taktik bewährte sich letztlich nicht; es gibt bis heute sehr wenige Kämpfe, die durch Luftlandungen entschieden wurden. Jedoch haben sich die Luftlandetruppen als Institution bewährt: Da ihre Ausrüstung und damit ihre Taktik auf den Lufttransport ausgerichtet ist (d. h. keine Lastkraftwagen und keine schweren Waffen), entstand so eine Truppengattung, die sehr schnell an den Einsatzort verbracht werden kann, und mit minimaler Ausrüstung für eine gewisse Zeit kämpfen kann, ohne dass sie über den Landweg versorgt werden müssen. Da Luftlandetruppen fast die gesamte Ausrüstung zu Fuß transportieren können, eignen sie sich sehr gut für Gebirge und andere abgelegene Gebiete. Neuzeitliche Beispiele dafür sind der Falkland-Krieg und die beiden Kriege in Afghanistan (1979–1989 und 2001–2021).
Ebenso wurden im Zweiten Weltkrieg sehr gut trainierte Spezialkräfte eingeführt, die tief im Feindesland mit dem einheimischen Widerstand zusammenarbeiten sollen, mit dem Ziel, die Operationen des Feindes mittels Anschlägen und Sabotageakten zu stören. Beispiele dafür sind die britische SAS und SBS, die alliierte Operation Jedburgh in Frankreich und die Chindits im Krieg gegen Japan.
Außerhalb der Schlachtfelder forderten auch die auf zivile Infrastruktur gerichteten Luftangriffe, zum Beispiel The Blitz auf London oder die Luftangriffe auf Dresden hohe Verluste, so dass nun nicht mehr nur die Streitkräfte betroffen waren, sondern auch die Zivilbevölkerung selbst. Mit sogenannten strategischen Bombern sollten die wirtschaftlichen Kapazitäten des Feindes zerstört werden.

## Seit Ende des Zweiten Weltkrieges
Das militärische Konzept der Friedenserhaltung durch gegenseitige Abschreckung (Dissuasion) ist so alt wie der Krieg selbst. Die Einführung von Atomwaffen mit ihrer umfassenden Vernichtungskraft vervielfachte die Abschreckungswirkung jedoch und führte unmittelbar nach dem Zweiten Weltkrieg zur Entwicklung der MAD-Doktrin („Mutual assured destruction“, Gleichgewicht des Schreckens). In der offiziellen Militärdoktrin der USA fand der Begriff erstmals im Jahr 1961 Verwendung. Die Doktrin fand ihre erste und hauptsächliche Anwendung in der Zeit des Kalten Krieges zwischen den USA und der Sowjetunion.
Am 25. Juli 1980 sprach US-Präsident Jimmy Carter in der Presidential Directive 59 von einer „Ausgleichsstrategie“ (countervailing strategy). US-Präsident Ronald Reagan setzte diese neue Marschrichtung fort und plante mit seiner Strategic Defense Initiative (SDI), das Prinzip der MAD durch eine neue Strategie zu ersetzen. Durch den Aufbau einer umfassenden, absoluten Raketenabwehr sollten die USA vor Angriffen oder Gegenschlägen aus der Sowjetunion geschützt werden. Mit der Auflösung der Sowjetunion reduzierten sich die Spannungen zwischen Russland und den USA und zwischen den USA und China deutlich. In beiden Fällen wurde MAD als Modell für Stabilität zwischen den Atommächten abgelöst, dennoch halten diese Länder noch ein Potential an Kernwaffen vor, welches als ausreichend zur Aufrechterhaltung einer Grundabschreckung angesehen wird.
Der Kommunikation, also dem Austausch von Informationen aller Art möglichst in Echtzeit, wird in heutigen Armeen hoher Stellenwert beigemessen. Das fängt beim Truppenfernmeldeverkehr an, wo die einzelnen Soldaten nicht nur mit der Führung vernetzt sind, sondern auch untereinander. Am besten lässt sich diese Entwicklung anhand des IVIS (Inter Vehicle Information System) der Streitkräfte der Vereinigten Staaten veranschaulichen. Je nach Budget der jeweiligen Streitkräfte wird der Grad der Vernetzung weiter zunehmen.
Nennenswert sind auch die zunehmende Autonomie von Waffensystemen (zur Zeit Raketen und Drohnen). Da sie gewisse Dinge selbstständig durchführen können (Autopilot), bedürfen sie keiner Fernbedienung, eine Störung der Kommunikation mit der Bodencrew führt also nicht zum Absturz. Der Computer ist auch in der Lage gewisse Tätigkeiten sicherer und schneller auszuführen als ein Mensch das könnte. Zudem bedeutet ein Verlust dieser Waffensysteme zwar hohe Kosten, fordert aber keine Menschenleben auf eigener Seite.